# Mérida (Spanien)

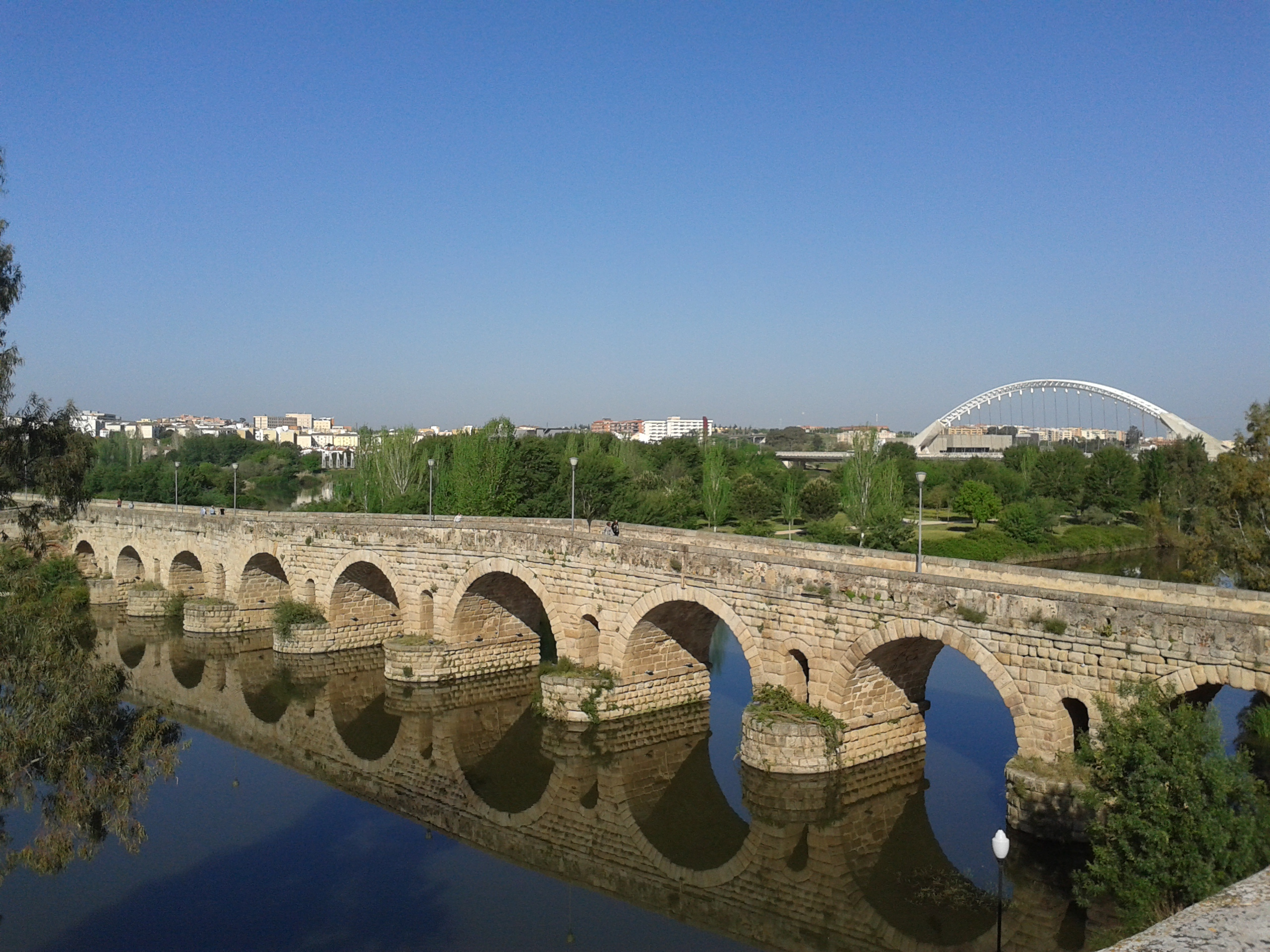
Römerbrücke in Mérida

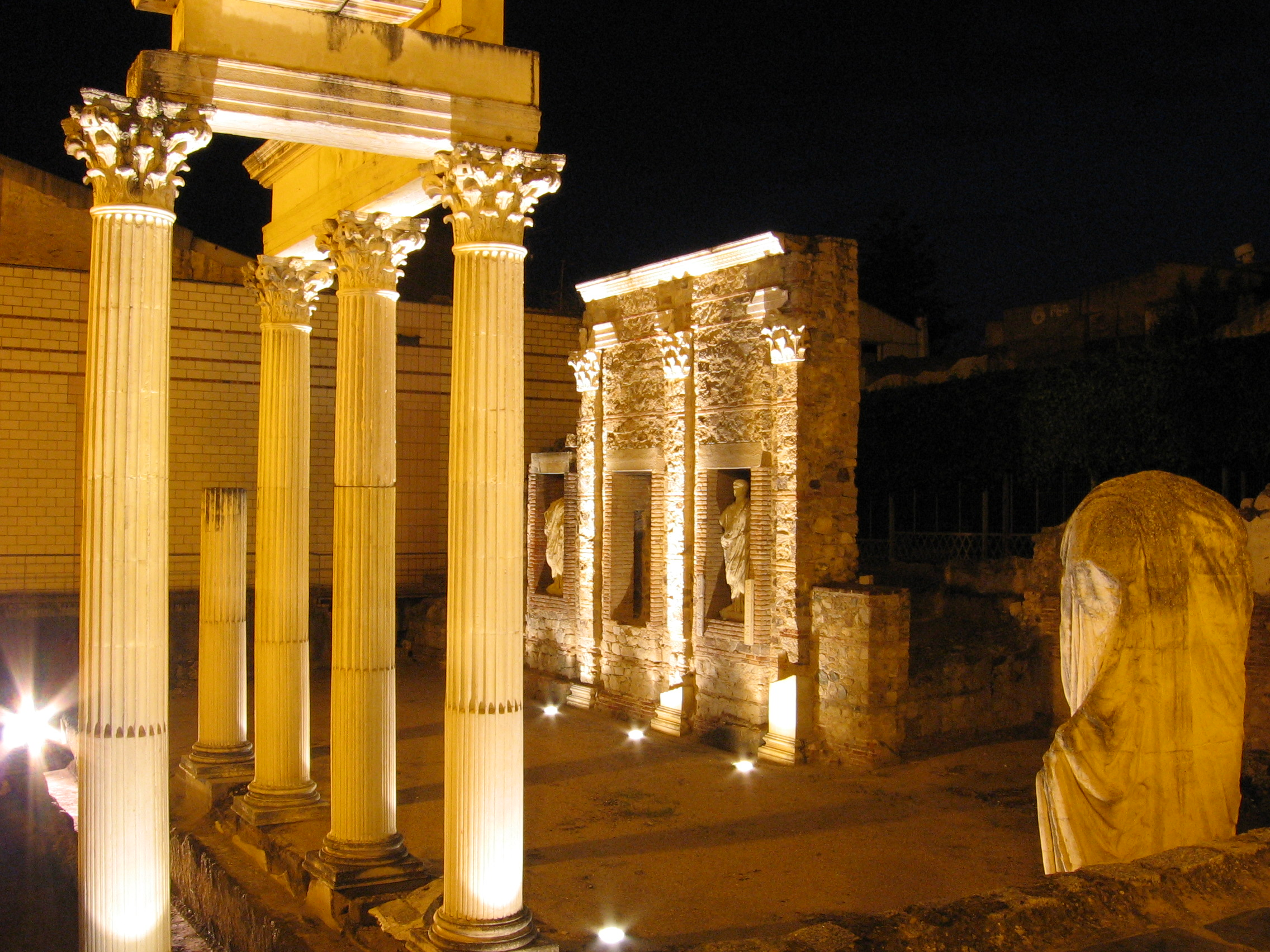
Stadt-Forum in Mérida

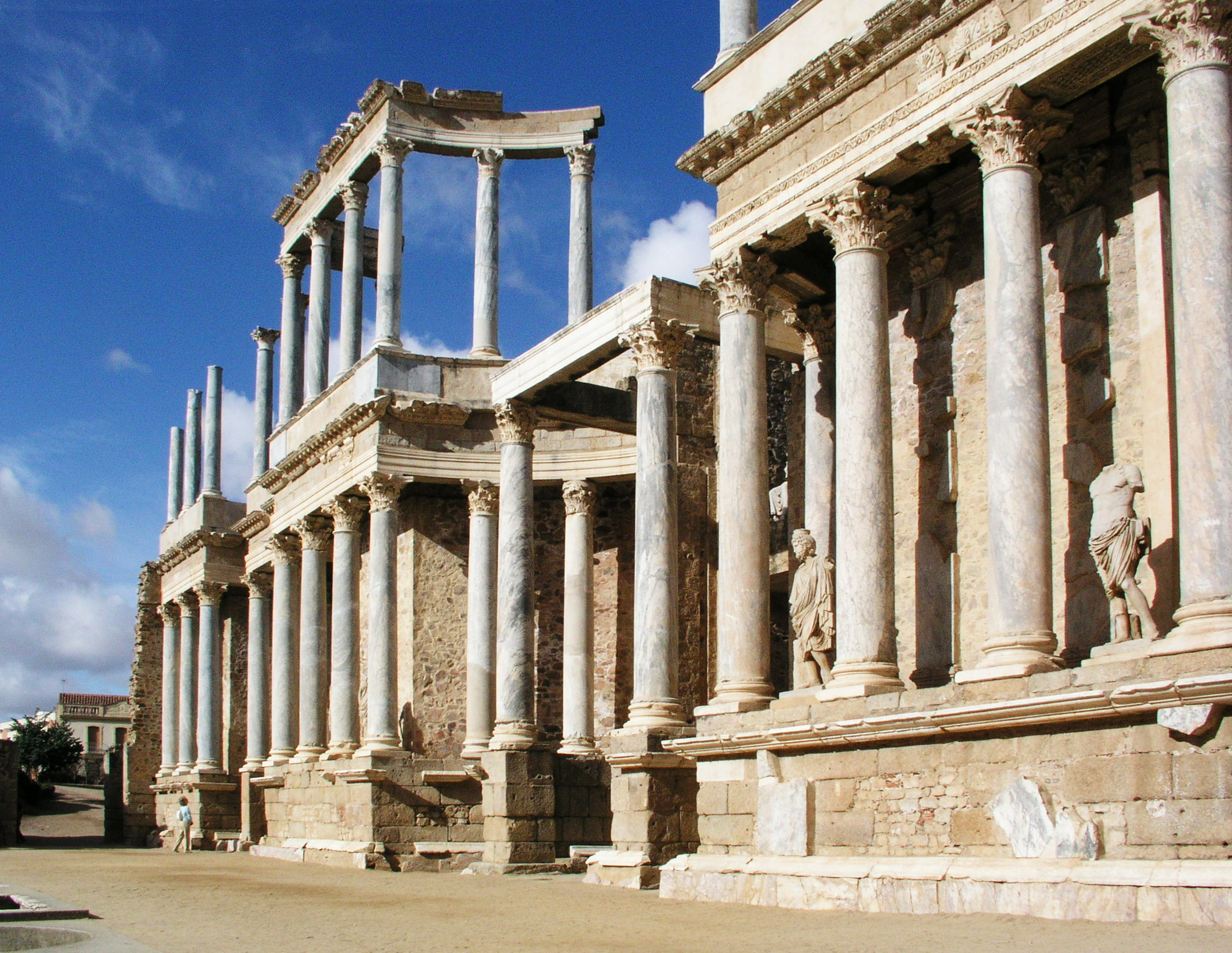
Römisches Theater in Mérida

Mérida [ˈmeɾiða] ist die Hauptstadt der Autonomen Region Extremadura im Südwesten Spaniens. Die Stadt gehört zur Provinz Badajoz und hat 59.857 Einwohnern (Stand: 2024).

## Lage
Die Stadt liegt im Südwesten Spaniens in der Mitte der Extremadura im Tal des Guadiana, südlich von Cáceres, westlich von Don Benito und nördlich von Zafra (Tierra de Barros). Westlich im gleichen Tal liegen Montijo und Badajoz. Von Nordosten mündet hier der Albarregas. Nach Madrid (nordöstlich) sind es etwa 340 km. Die Höhe über dem Meer sind 217 m.

## Geschichte

### Vorgeschichte
Der Dolmen von Lácara ist das größte Ganggrab der Extremadura und eines der größten auf der Iberischen Halbinsel.

### Antike
Im Römischen Reich war die Stadt unter dem Namen Emerita Augusta Hauptstadt der Provinz Lusitania bekannt. Sie wurde im Jahre 25 v. Chr. von Kaiser Augustus als Kolonie für Veteranen Römischer Legionen gegründet. Im Laufe der Zeit wurden zahlreiche repräsentative Gebäude errichtet: Theater, Amphitheater, Circus, Tempel, Brücken und Aquädukte. In diese Zeit geht auch die noch bestehende Kirche Santa Eulalia zurück. Über Jahrhunderte, bis zum Untergang des Römischen Reichs, war Mérida ein wichtiges wirtschaftliches, militärisches und kulturelles Zentrum.

### Mittelalter
Später musste Mérida mehreren Einfällen der Vandalen standhalten, bis die Westgoten es zur Hauptstadt ihres Königreichs machten. So wurde im 6. und 7. Jahrhundert ein Gebiet, das fast das gesamte heutige Spanien und Portugal umfasste, von Mérida aus regiert.
Im 6. Jahrhundert verbreitete sich das Christentum stark in der Bevölkerung – vor allem der Bischof Mausona trug dazu bei. Aus dem Volksglauben dieser Zeit stammt beispielsweise die Märtyrerin Santa Eulalia, die Schutzheilige der Stadt.
Im Jahr 713 eroberten die Araber unter Musa ibn Nusair die Stadt und verwüsteten sie. Auch unter islamischer Herrschaft blieb Mérida Bischofssitz, bis dieser 1119 nach Santiago de Compostela verlegt wurde.
1230 eroberten die christlichen Truppen unter Alfons IX. von León Mérida im Zuge der Reconquista.

### Neuzeit
Im 20. Jahrhundert wurde Mérida ein Knotenpunkt der Eisenbahn und Zentrum der Industrie. Zudem stieg auch das internationale Interesse der Archäologie an den zahlreichen erhaltenen antiken Bauwerken der Stadt. Während des Spanischen Bürgerkrieges versuchten republikanische Kräfte den Vormarsch der Nationalisten vor Mérida während der Schlacht von Mérida aufzuhalten.
Nach der Demokratisierung Spaniens in den 1970er Jahren wurde beschlossen, die Stadt angesichts ihrer historischen Bedeutung und ihrer zentralen Lage zur Hauptstadt der Autonomen Region Extremadura zu machen.
Die archäologischen Stätten, darunter der Dolmen von Lácara, wurden im Dezember 1993 ins Weltkulturerbe der UNESCO aufgenommen.
| Jahr      | 1991   | 1996   | 2001   | 2006   |
| --------- | ------ | ------ | ------ | ------ |
| Einwohner | 49.284 | 51.830 | 50.271 | 53.915 |

## Kultur
Seit 1933 findet im Römischen Theater jeden Sommer ein jährliches Kulturfestival statt.

## Sehenswürdigkeiten
Zu den Denkmälern aus der Römerzeit gehören:
- El Puente Romano („Die Römerbrücke“) über den Fluss Guadiana, die bis in die 90er Jahre in Benutzung war
- Römische Brücke über den Fluss Albarregas
- der Tempel der Diana
- die Reste des Forums einschließlich des Trajansbogens (Triumphbogen des Trajan)
- die Reste des Circus Maximus (Pferderennbahn)
- der Acueducto de los Milagros (Aquädukt)
- der Acueducto de Rabo de Buey-San Lázaro (Ochsenschwanz-Hl. Lazarus)
- die Proserpina-Talsperre
- das Mithräum (Tempel des Mithraskults)
- das Römische Theater, in dem beim Sommerfestival noch heute klassische Theaterstücke aufgeführt werden.
- das Amphitheater
- das Römische Museum, mit schönen Mosaiken, einer Münzsammlung sowie Gebäuderesten aus der Römerzeit
- Ca. 100 km nördlich befindet sich die Brücke von Alcántara, eine von Mérida mitfinanzierte Brücke, die die Stadt und Lusitanien mit dem Nordwesten der iberischen Halbinsel verband.

## Städtepartnerschaften
Mérida ist Mitglied der Dreiecks-Städtepartnerschaft Las Méridas del Mundo, die auf eine Initiative aus dem Jahr 1990 zurückgeht. Die anderen beiden Städte dabei sind  Mérida in  Yucatán, Mexiko und  Mérida in  Venezuela.

## Söhne und Töchter der Stadt
- Josef ibn Abitur (um 900–um 970), Rabbiner, jüdischer Gelehrter und einer der ersten jüdischen Dichter in Spanien
- Juan de Ávalos (1911–2006), Bildhauer
- Juan de Dios Román Seco (1942–2020), Handballtrainer und Handballfunktionär
- Juan Antonio Guerrero Alves SJ (* 1959), römisch-katholischer Ordensgeistlicher und Kurienbeamter
- Maximino Caballero Ledo (* 1959), Ökonom und Manager sowie Kurienbeamter
- Víctor Manuel Fernández Gutiérrez (* 1974), Fußballspieler
- Carolina Fernández (geboren Ende der 1980er Jahre), Flamenco-Sängerin